# 郝淵之
郝淵之（1420年—？），字希顏，陝西延安府綏德州人，民籍，明朝政治人物。同進士出身。

## 生平
陝西鄉試第二十一名。景泰二年（1451年）辛未科會試第五十八名，殿試登進士第三甲第六十三名。任浙江道監察御史，出爲直隸河間府知府。官至山西布政使司参政。

## 家族
曾祖郝用良，曾任元千戶。祖父郝惟，曾任寧府奉祠。父亲郝銑，曾任魯山縣知縣。